# Graf Spee (Schiff, 1939)
Die Fregatte Graf Spee (F 215) der Bundesmarine war ein Schulschiff. Das Schiff lief 1939 als HMS Flamingo für die Royal Navy vom Stapel und wurde während des Zweiten Weltkrieges eingesetzt. 1959 bis 1964 diente die Graf Spee als Kadettenschulschiff der Bundesmarine. Im Herbst 1967 wurde sie zum Abbruch nach Hamburg verkauft. Benannt war das Schiff nach dem  Chef des Ostasiengeschwaders der Kaiserlichen Marine, Vizeadmiral Maximilian von Spee (1861–1914).

## Geschichte des Schiffes
Die spätere Graf Spee wurde am 26. Mai 1938 bei Yarrow Shipbuilders in Glasgow als Sloop der Black-Swan-Klasse auf Kiel gelegt und lief am 18. April 1939 als Flamingo vom Stapel. Fertiggestellt wurde sie kurz nach Ausbruch des Zweiten Weltkrieges am 3. November 1939 als erstes Schiff der Klasse noch vor dem auf derselben Werft gebauten Typschiff HMS Black Swan. Während ihrer Einsatzzeit in der Royal Navy erhielt sie die taktischen Kennungen L18, U18 und F18. Anfangs leistete sie Geleitdienst in der Nordsee.

### Kriegseinsätze bei der Royal Navy
Am 8. April wurde sie zu den Einheiten der Royal Navy vor Norwegen zur Verstärkung ihrer Luftabwehrfähigkeiten entsandt, welche die Besetzung Norwegens durch die Deutschen zu verhindern suchten. Am 14. nahm sie mit den Sloops Auckland, Black Swan und Bittern in Rosyth Royal Marines sowie Flak- und Scheinwerfereinheiten der Armee für Åndalsnes an Bord („Sickleforce“). Wegen des schweren Wetters musste sie am 15. in Invergordon Schutz suchen und landete die Marines erst am 17. in Andalsnes und die Geschütze und ihre Bedienung anschließend in Ålesund. Am 24. April ersetzte sie den beschädigten Kreuzer Curacao als Wach- und Luftabwehrschiff in Andalsnes, wo sie die beiden nächsten Tage kontinuierlich von der Luftwaffe angegriffen wurde. Am 26. wurde sie nach dem Verschießen der gesamten Munitionsbestände vom Schwesterschiff Black Swan abgelöst und kehrte nach Großbritannien zurück. Im Mai 1940 verlegte die Flamingo zur Mittelmeerflotte und wurde bis zum März 1941 aus Port Sudan im Roten Meer eingesetzt.
Ende April 1941 wurde die Sloop bei der Räumung Griechenlands („Operation Demon“), wie dann auch Ende Mai bei der durch das Unternehmen Merkur erzwungenen Räumung Kretas eingesetzt. Im Juli 1941 wurde die Flamingo dann bei einer nächtlichen Versorgungsfahrt nach Tobruk beschädigt, konnte aber weiter eingesetzt werden, bis sie am 7. Dezember 1941 einen Bombenschaden auf dem Weg nach Tobruk erlitt.
Als stationäre Luftabwehrbatterie in Suez verblieben, wurde sie dann im Februar 1943 nach Bombay geschleppt und dort instand gesetzt. Ihre schweren Flugabwehr-MG wurden durch vier einzelne 20-mm-Oerlikon-Kanonen ersetzt. Auch erhielt sie ein Radargerät. Erst im Januar 1944 war die Flamingo wieder einsatzbereit und stand der Eastern Fleet für Geleitaufgaben im Indischen Ozean zur Verfügung.

Im Januar und Februar 1945 war sie bei den Landungsoperationen an der burmesischen Küste im Einsatz und gab mit zwei indischen Sloops den Heerestruppen Artillerieunterstützung Für einen geplanten Pazifikeinsatz kehrte das Schiff Mitte Mai 1945 nach Liverpool zurück, um zuvor nochmals modernisiert zu werden. Die Arbeiten wurden im August 1945 beendet und das Schiff der Reserve zugeordnet. Für ihre Kriegseinsätze wurde die Sloop mit den Battle Honours North Sea 1939/40, Norway 1940, Greece 1941, Crete 1941, Lybia 1941 und Burma 1944/45 ausgezeichnet.
Im Januar 1949 wurde die Flamingo für den Einsatz im Persischen Golf wieder aktiviert und blieb dort bis 1955 im Einsatz.

### Deutsche Schulfregatte
Die Bundesrepublik Deutschland übernahm im Rahmen der Wiederbewaffnung insgesamt sieben Schiffe der Royal Navy als Schulfregatten in der Aufbauphase der Bundesmarine, die der Einfachheit halber unter dem Oberbegriff Schulfregatten Klasse 138 zusammengefasst waren, obwohl sie keinesfalls alle baugleich waren.
Deutschland übernahm die bisherige Sloop Flamingo als einziges Schiff der Black-Swan-Klasse neben drei ähnlichen Schiffen der sogenannten modifizierten Black-Swan-Klasse. Sie wurde im Januar 1959 als Graf Spee (F 215) für die Marineschule Mürwik in Dienst gestellt, wo sie zur Kadettenschulung eingesetzt wurde. 1961 wechselte die Unterstellung zum Kommando der Schulschiffe.
Die Bewaffnung des Schiffes wurde während ihrer Dienstzeit bei der Bundesmarine mehrfach verändert. Geliefert wurde die Flamingo/Graf Spee wohl mit zwei 102-mm-Zwillingsgeschützen am Bug, die sukzessiv ersetzt wurden. Ob sie auch mit leichten Fla-Waffen geliefert wurde, ist unklar. Am Ende verfügte die Graf Spee über zwei Zwillings-40-mm-Bofors-Kanonen am Bug übereinander und ganz am Ende des vergrößerten Decksaufbaus über zwei Einzelgeschütze dieses Typs nebeneinander.
Während ihrer Dienstzeit unternahm sie eine Reihe von Ausbildungsreisen ins Ausland, oft mit ihrem Schwesterschiff Hipper, die sie unter anderem mehrfach in amerikanische Hafenstädte führten, von Victoria (British Columbia) im Nord- bis nach Valparaiso und zum Kap Hoorn im Südpazifik. In der alten Welt reichten die angelaufenen Häfen von Reykjavík im Norden über Lomé in Togo und Daressalam in Tansania im Süden bis nach Bangkok im Osten. Während ihrer Dienstzeit mit neun großen Auslandsausbildungsreisen hatte sie über 155.000 Seemeilen zurückgelegt und 68 Häfen in 36 Ländern besucht.
Bereits nach fünf Jahren wurde sie am 31. Juli 1964 außer Dienst gestellt. Überlegungen, die Fregatte noch zu einem Flugsicherungsschiff umzubauen, wurden auf Grund ihres Alters nicht verwirklicht. Die Graf Spee wurde am 25. Oktober 1967 zum Abwracken nach Hamburg verkauft.

## Andere Schiffe mit dem NamenGraf Spee
Nach Maximilian Graf von Spee wurden mehrere deutsche Kriegsschiffe benannt:
- Die nicht fertiggestellte Graf Spee (Stapellauf 1917), ein Großer Kreuzer (Schlachtkreuzer) der Mackensen-Klasse.
- Die Admiral Graf Spee (1934–1939), ein Panzerschiff der Deutschland-Klasse im Zweiten Weltkrieg.